# Oxyjulis
 Oxyjulis  es un género de peces de la familia de los Labridae y del orden de los Perciformes.

## Especies
De acuerdo con FishBase:
- Oxyjulis californica (Günther, 1861)[3]